# SDR9C7
SDR9C7 (англ. Short chain dehydrogenase/reductase family 9C member 7) – білок, який кодується однойменним геном, розташованим у людей на 12-й хромосомі. Довжина поліпептидного ланцюга білка становить 313 амінокислот, а молекулярна маса — 35 263.
| 10         |  | 20         |  | 30         |  | 40         |  | 50         |
| ---------- |  | ---------- |  | ---------- |  | ---------- |  | ---------- |
| MAALTDLSFM |  | YRWFKNCNLV |  | GNLSEKYVFI |  | TGCDSGFGNL |  | LAKQLVDRGM |
| QVLAACFTEE |  | GSQKLQRDTS |  | YRLQTTLLDV |  | TKSESIKAAA |  | QWVRDKVGEQ |
| GLWALVNNAG |  | VGLPSGPNEW |  | LTKDDFVKVI |  | NVNLVGLIEV |  | TLHMLPMVKR |
| ARGRVVNMSS |  | SGGRVAVIGG |  | GYCVSKFGVE |  | AFSDSIRREL |  | YYFGVKVCII |
| EPGNYRTAIL |  | GKENLESRMR |  | KLWERLPQET |  | RDSYGEDYFR |  | IYTDKLKNIM |
| QVAEPRVRDV |  | INSMEHAIVS |  | RSPRIRYNPG |  | LDAKLLYIPL |  | AKLPTPVTDF |
| ILSRYLPRPA |  | DSV        |  |            |  |            |  |            |

A: Аланін

C: Цистеїн

D: Аспарагінова кислота

E: Глутамінова кислота

F: Фенілаланін

G: Гліцин

H: Гістидин

I: Ізолейцин

K: Лізин

L: Лейцин

M: Метіонін

N: Аспарагін

P: Пролін

Q: Глутамін

R: Аргінін

S: Серин

T: Треонін

V: Валін

W: Триптофан

Кодований геном білок за функціями належить до оксидоредуктаз, фосфопротеїнів. 
Білок має сайт для зв'язування з НАДФ. 
Локалізований у цитоплазмі.